# Liste des maires de Nesles-la-Montagne
La Liste des maires de Nesles-la-Montagne regroupe les noms des maires de la commune de Nesles-la-Montagne avec leur date de prise de fonction ainsi que les dates de fin de fonctions des maires. 

## Liste des maires
| Période                                  | Période                   | Identité              | Étiquette | Qualité |
| ---------------------------------------- | ------------------------- | --------------------- | --------- | ------- |
| Les données manquantes sont à compléter. |                           |                       |           |         |
| 1802                                     | décembre 1807             | Lebetz                |           |         |
| janvier 1808                             | janvier 1825              | Antoine Prévost       |           |         |
| janvier 1825                             | mars 1826                 | Innocent Prévost      |           |         |
| mars 1826                                | mars 1834                 | Nicolas Rose Henry    |           |         |
| mars 1834                                | août 1843                 | Aubry Dovilles        |           |         |
| août 1843                                | août 1848                 | Antoine Henry         |           |         |
| août 1848                                | mai 1850                  | Rustique Charlemagne  |           |         |
| mai 1850                                 | juillet 1855              | Vicomte de Villermont |           |         |
| juillet 1855                             | juillet 1863              | André Prévost         |           |         |
| juillet 1863                             | janvier 1880              | Pierre Henry Marseaux |           |         |
| janvier 1880                             | avril 1882                | Jean-batiste Prévost  |           |         |
| avril 1882                               | mai 1888                  | Rose Chauffert        |           |         |
| mai 1888                                 | juin 1892                 | Rose Houpeaux         |           |         |
| juin 1892                                | mai 1900                  | Jules Houpeaux        |           |         |
| mai 1900                                 | décembre 1919             | Armant Houpeaux       |           |         |
| décembre 1919                            | mai 1929                  | Charles Chiquerille   |           |         |
| mai 1929                                 | avril 1934                | Gaston Saint-Mars     |           |         |
| avril 1934                               | mai 1945                  | Rose Martin           |           |         |
| mai 1945                                 | octobre 1945              | Yvon Crasnier         |           |         |
| octobre 1945                             | septembre 1954            | Eugène Blétry         |           |         |
| septembre 1954                           | mars 1965                 | Paul Pognot           |           |         |
| mars 1965                                | mars 1971                 | Jean Eschard          |           |         |
| mars 1971                                | avril 1980                | Charles Dalous        |           |         |
| avril 1980                               | novembre 1987             | Victor Beckmann       |           |         |
| novembre 1987                            | mars 1989                 | Jean-Claude Lefèvre   |           |         |
| mars 1989                                | mars 2014                 | Gérard Bricoteau      |           |         |
| mars 2014                                | En cours (au 12 mai 2014) | Stéphan Amelot        |           |         |

## Compléments